# Леметь (река)
Леме́ть (встречается также написание Лемет) — река в России, протекает в Ардатовскому муниципальному округу, нижнее — по городскому округу Кулебаки Нижегородской области. Устье реки находится на 116 км по левому берегу реки Тёша. На реке стоит рабочий поселок Ардатов.

## Этимология
Существуют несколько версий происхождения названия реки:
- согласно одной, оно происходит от мордовского слова лемзер — «черёмуха»[3][4][5];
- по другой версии, название реки происходит от финно-угорского корня leme/lume — «клей», «вязкий», которое может обосновываться характером дна реки[4];
- по третьей версии, название гидронима имеет в своей основе эрзянский корень лём — «пойма»[5];
- ещё по одной версии название может происходить от тюркского родового термина лямеэс[6];
- существует также версия происхождения топонима от мордовского мужского языческого мужского имени Лемесь[3].

## Географическое положение
Исток реки находится в 1,5 км к югу от села Кармалейка в юго-западной части Нижегородской области России. Верхнее и среднее течение реки проходят по Ардатовскому муниципальному округу, нижнее — по городскому округу Кулебаки. Река течёт на северо-восток, затем на северо-запад. Протекает село Кужендеево (расположено на обоих берегах реки), рабочий посёлок Ардатов (на обоих берегах), сёла Леметь (на обоих берегах) и Туркуши (на левом берегу) и рабочий посёлок Гремячево (на правом берегу). Является левым притоком реки Тёши, в которую впадает чуть ниже Гремячева, на 116 км от её устья.

## Описание
Река Леметь относится к равнинному типу. Её длина составляет 43 км, уклон — 1,7 ‰ площадь бассейна по разным данным 386 км² или 396 км². Русло слабоизвилистое, его средняя ширина около 10 метров, местами до 25. Глубина составляет от 0,1 до 0,8 метров, в верховьях пересыхает. Дно песчаное или песчано-илистое, ровное, деформирующееся. Берега крутые, высотой от 0,3 до 5 метров, размываемые при половодье. Не позднее 1770-х годов на выходе реки из Ардатова была сооружена плотина с мукомольной мельницей, повысившая уровень воды в границах посёлка, в 1950-х годах плотина была перестроена. 
Долина реки имеет трапецеидальную форму с шириной 0,5 до 1,5 км. Долина слабоизвилистая, с пологими склонами в верхнем течении и умеренно крутыми склонами ниже Ардатова. Ниже Ардатова долина часто пересекается оврагами. Почвы долины сугливисто-супесчаные, в некоторых местах на поверхность выходят известняки. У подошвы склонов, высота которых достигает от 20 до 40 метров, имеется множество родиков.
В пойма реки ровная, с незначительным уклоном, некоторых местах двухсторонняя, в других — чередуется по берегам. В половодье уровень воды повышается на 0,5—2 метра, в прочее время сухая, открытая, луговая.
Бассейн реки имеет неправильную грушевиднуюю форму, его длина — 32 км, средняя ширина — 12 км, максимальная ширина — 16 км. Поверхность бассейна сильно изрезана оврагами и руслами пересыхающих ручьёв-притоков. Правый берег преимущественно открытый, распаханный, местами поросший кустарником и смешанным лесом с сугливисто-супесчаными почвами. На левом берегу количество лесов незначительное, увеличивающееся вниз по течению, почвы песчаные. 30 % от площади бассейна занято лесами. Изредка в бассейне реки встречаются карстовые образования, сухие провальные воронки. Заболоченность бассейна слабая (менее 1 %), количество озёр незначительное (менее 1 % от площади бассейна).

## Притоки
Основными притоками Лемети являются, от истока к устью:
- Левые:
  - Кармалейка
  - Сиязьма
  - овраг Крутой
  - Ужовка
  - Чуварлейка
- Правые:
  - Теряевка
  - Вазарка
  - Малякса
  - Сидяевка
  - Разлейка
  - Шершлей
- Кроме того, множество пересыхающих ручьёв и речек, значительная часть из которых являются безымянными[8][16].

## Полезные ископаемые
В бассейне реки залегают формовочные пески. Вблизи села Леметь имеется месторождение доломитов.

## Данные водного реестра
По данным государственного водного реестра России относится к Окскому бассейновому округу, водохозяйственный участок реки — Тёша от истока и до устья. Речной бассейн реки Ока.
По данным геоинформационной системы водохозяйственного районирования территории РФ, подготовленной Федеральным агентством водных ресурсов:
- Код водного объекта в государственном водном реестре — 09010300212110000030618
- Код по гидрологической изученности (ГИ) — 110003061
- Код бассейна — 09.01.03.002
- Номер тома по ГИ — 10
- Выпуск по ГИ — 0